# آحاد (حديث)
ينقسم الخبر في علم الحديث من حيث عدد رواة الحديث النبوي إلى آحاد ومتواتر.
الحديث الآحاد يُعرف بأنه: «ما لم توجد فيه شروط المتواتر سواء أكان الراوي واحدا أو أكثر»، وعلى مذهب الجمهور فإنهم يقولون بظنّية خبر الآحاد.

## رأي العلماء في خبر الآحاد
«إذا ثبت ذلك فلا بدّ أن يزيد هذا العدد على أربعة، خلافا لأحمد وابن خويز منداذ وداود في قولهم: إن خبر الواحد يقع به العلم... والذي عندي أن الغلط إنما دخل على هذه الطائفة من أن العمل بأخبار الآحاد معلوم وجوبه بالقطع واليقين، وأما ما يتضمنه من الأخبار فمظنون؛ فلم يتميز لنا العلم بوجوب العمل من العلم بصحة الخبر. وقد قال أبو تمام البصري: إن مذهب مالك في أخبار الآحاد أنها توجب العمل دون العلم؛ وعلى هذا فقهاء الأمصار والآفاق، وبه قال جماعة من أصحابنا، القاضي أبو الحسن والقاضي أبو محمد والقاضي أبو الفرج والقاضي أبو بكر محمد بن الطيب والشيخ أبو بكر الأبهري وسائر أصحابنا إلا من ذكرناه. وبه قال أصحاب الشافعي وأصحاب أبي حنيفة وعامة العلماء».
قال ابن عبد البر: «واختلف أصحابنا وغيرهم في خبر الواحد هل يوجب العلم والعمل جميعا، أم يوجب العمل دون العلم؟ والذي عليه أكثر أهل العلم منهم: أنه يوجب العمل دون العلم، وهو قول الشافعي وجمهور أهل الفقه والنظر، ولا يوجب العلم عندهم إلا ما شهد به على الله، وقطع العذر بمجيئه قطعا ولا خلاف فيه، وقال قوم كثير من أهل الأثر وبعض أهل النظر: إنه يوجب العلم الظاهر والعمل جميعا، منهم الحسين الكرابيسي وغيره، وذكر ابن خواز بنداذ أن هذا القول يخرج على مذهب مالك».في 
· وقال النووي: «وأما خبر الواحد فهو ما لم يوجد فيه شروط المتواتر سواء كان الراوي له واحدا أو أكثر، واختلف في حكمه، فالذي عليه جماهير المسلمين من الصحابة والتابعين فمن بعدهم من المحدثين والفقهاء وأصحاب الأصول أن خبر الواحد الثقة حجة من حجج الشرع يلزم العمل بها ويفيد الظن ولا يفيد العلم، وأن وجوب العمل به عرفناه بالشرع لا بالعقل».
· وقال السرخسي: «قال فقهاء الأمصار: خبر الواحد العدل حجة للعمل به في أمر الدين ولا يثبت به علم اليقين. وقال بعض من لا يعتد بقوله: خبر الواحد لا يكون حجة في الدين أصلا. وقال بعض أهل الحديث: يثبت بخبر الواحد علم اليقين...».
· وقال الشوكاني: «الآحاد وهو خبر لا يفيد بنفسه العلم سواء كان لا يفيده أصلا أو يفيده بالقرائن الخارجة عنه فلا واسطة بين المتواتر والآحاد، وهذا قول الجمهور، وقال أحمد بن حنبل إن خبر الواحد يفيد بنفسه العلم وحكاه ابن حزم في كتاب الأحكام عن داود الظاهري والحسين بن علي الكرابيسي والحارث المحاسبي. قال وبه نقول، وحكاه ابن خواز منداد عن مالك بن أنس واختاره وأطال في تقريره...».
· وقال ابن حزم الأندلسي: «إن خبر الواحد العدل عن مثله إلى الرسول محمد يوجب العلم والعمل معا، وبهذا نقول، وقد ذكر هذا القول أحمد بن إسحاق المعروف بابن خويذ منذاد عن مالك بن أنس وقال الحنفيون والشافعيون وجمهور المالكيين وجميع المعتزلة والخوارج إن خبر الواحد لا يوجب العلم...».في 
وتنقسم باعتبار الطرق إلى ثلاثة أقسام:
1. مشهور، وهو ما رواه ثلاثة فأكثر، ولم يبلغ حد التواتر.
2. عزيز، وهو ما رواه اثنان فقط.
3. غريب، وهو نوعان:
  1. الغريب المطلق: هو ما وقع التفرد به في أصل السند.
  2. الغريب النسبي: هو الذي حصل التفرد فيه أثناء السند.

## كتب متعلقة بخبر آحاد
- الأدلة والشواهد على وجوب الأخذ بخبر الواحد في الأحكام والعقائد للشيخ سليم الهلالي
- الحديث حجة بنفسه في الأحكام والعقائد للشيخ ناصر الدين ألباني
- "" كتاب الاستدلال بالظني في العقيدة: لفتحي محمد سليم.. (أحد أعضاء حزب التحرير).